# 永安之戰
永安之戰，是三國時代原蜀漢將領羅憲為魏國堅守巴東郡治永安（今重慶市奉节县）東抗吳軍的的一場戰役。此戰，羅憲困守孤城，司馬昭採取“圍魏救趙”的戰術，不直援永安，而趁虛襲擊吳軍後方西陵郡（今湖北省宜昌市），迫東吳退兵。
起初蜀漢巴東太守羅憲奉後主劉禪之命，率二千人鎮守永安。263年十月，蜀漢看見魏國來伐國才開始通知吳國。由此吳帝孫休派丁奉指揮各軍攻魏國的壽春，留平和施績到南郡商議從永安入川救盟友，丁封、孫異從漢水入漢中，孫休為了救蜀漢走捷徑路線，採取三方向牽制魏國進攻。然而不到一個月，於11月，聽聞劉禪投降魏國以致蜀漢滅亡的消息，孫休才停止救援。不久，接到劉禪投降魏國的親筆手令，羅憲就率領他手下的兵士到永安的都亭弔唁了三天。264年2月，吳帝孫休派陸抗、步協、留平、盛曼，圍取永安。因蜀漢已亡而曹魏勢力仍未正式接收，此時羅憲其實已沒有冒生命危險守關的義務，但他對東吳此舉十分氣憤，表示東吳不守信用，趁機併吞巴東，隨即整頓兵馬，嚴陣以待防禦東吳。羅憲兵力薄弱，形勢危急，立即派遣參軍楊宗突圍北上，向魏國安東將軍陳騫求援，並把文武官員的印綬呈獻司馬昭。吳將步協急攻永安，被羅憲擊敗，吳主孫休大怒增兵派出駐守西陵的鎮軍將軍陸抗率兵3萬軍隊會攻永安。
羅憲據城堅守，吳軍圍攻六個月不下，曹魏援兵仍未到，永安城中軍民處境更加艱難。有人勸羅憲棄城突圍，但他決心堅守到底，與守城軍民共存亡。曹魏將陳騫將永安告急報告司馬昭，司馬昭令荊州刺史胡烈率兵二萬進攻東吳的西陵，以解永安之圍。同年七月，吳軍因久攻永安不克，西陵又遭魏軍攻擊，被迫從永安撤軍。隨後，司馬昭任命羅憲為巴東太守、陵江將軍，封萬年侯，繼續統兵駐守永安。